# Grand Falls-Windsor-Buchans
Circonscription électorale provinciale du Canada
Grand Falls-Windsor-Buchans est une circonscription électorale provinciale de la Chambre d'assemblée de la province canadienne de Terre-Neuve-et-Labrador.

## Liste des députés
| Grand Falls-Windsor-Buchans |                     |                           |                |             |
| Député                      | Député              | Parti                     | Mandat         | Législature |
|                             | Susan Sullivan (en) | Progressiste-conservateur | 2007 - 2011    | 46e         |
|                             | Susan Sullivan (en) | Progressiste-conservateur | 2011 - 2015    | 47e         |
|                             | Al Hawkins (en)     | Libéral                   | 2015 - 2019    | 48e         |
|                             | Chris Tibbs (en)    | Progressiste-conservateur | 2019 - 2021    | 49e         |
|                             | Chris Tibbs (en)    | Progressiste-conservateur | 2021 - présent | 50e         |